# Nissan Sentra
Nissan Sentra — компактний автомобіль виробництва Nissan Motors і, як правило, розробляється на основі японської Nissan Sunny. Назва "Sentra" не використовується в Японії.
У Сполучених Штатах, Sentra в даний час є компактним автомобілем Nissan. У той час як попередні Sentra були малолітражними автомобілями, сучасна Sentra виросла за ці роки, і тепер місце автомобіля початкового рівня зайняв Nissan Versa.

## Перше покоління (1982–1986)

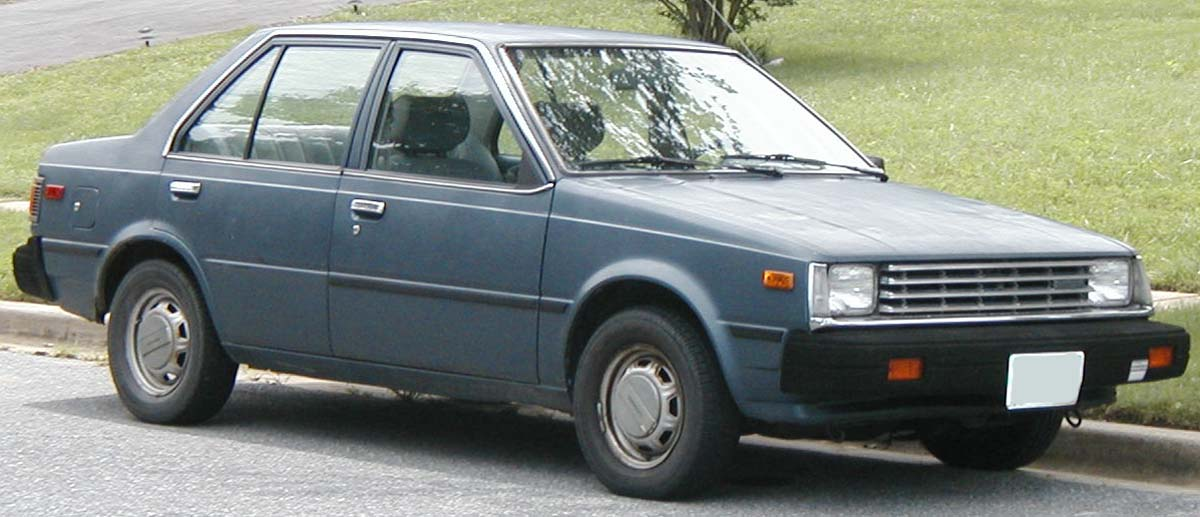
Nissan Sentra B12 (1985–1990)

- 1.5 L E15 I4
- 1.6 L E16 I4
- 1.7 L CD17 diesel I4

## Друге покоління (1985–1990)

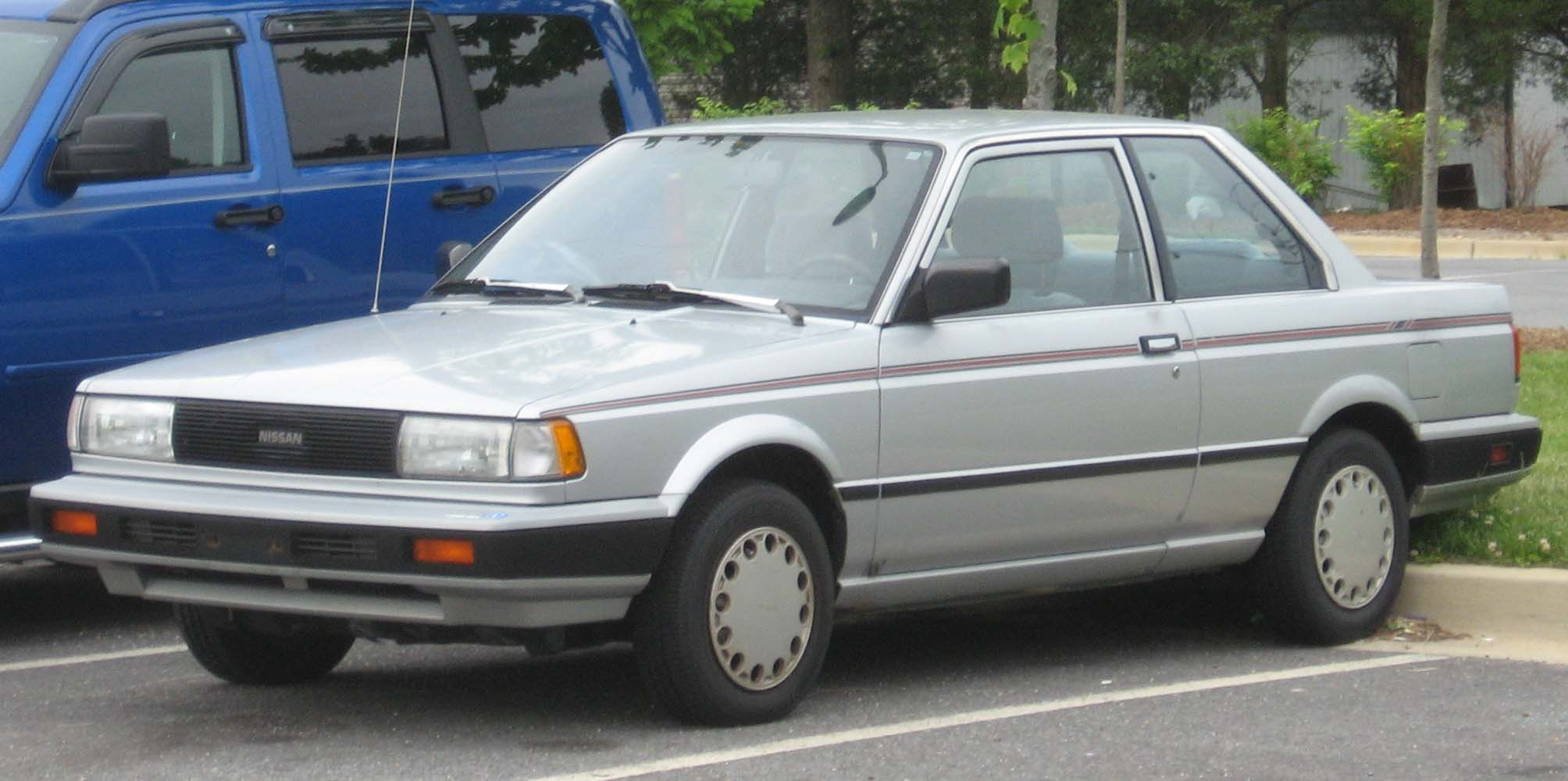
Nissan Sentra B12 (1985–1990)

- 1.4 L GA14DE I4
- 1.6 L E16S/E16i I4
- 1.6 L E16ST turbo I4 (Мексика)
- 1.6 L GA16i 12V I4
- 1.7 L CD17 diesel I4

## Третє покоління (1991-1994)

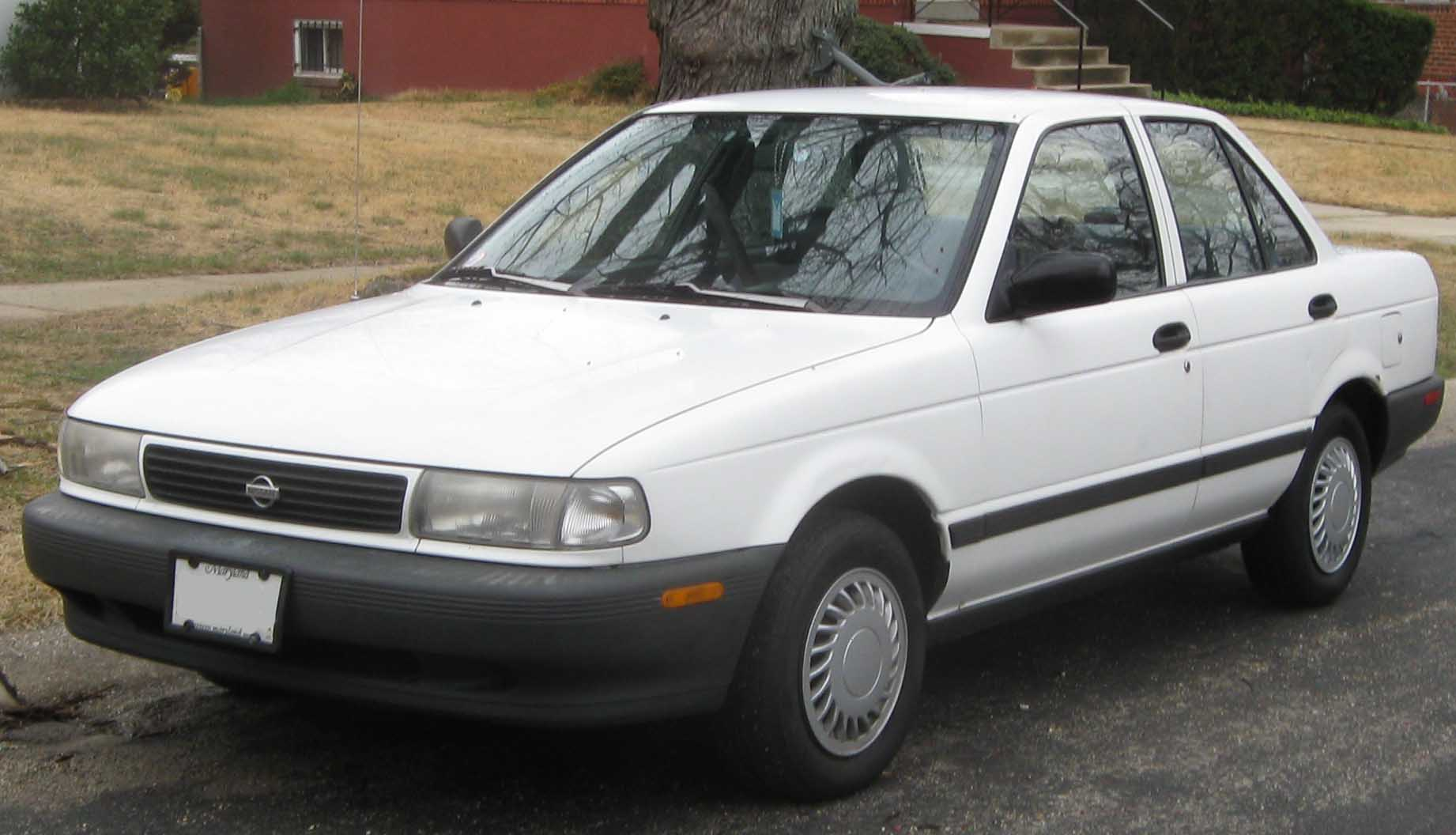
Nissan Sentra B13 (1991–1994)

- 1295 см3 GA13DS I4 (Філіппіни)
- 1392 см3 GA14DS/DE I4
- 1597 см3 E16 I4
- 1597 см3 GA16DE I4
- 1998 см3 SR20DE I4

## Четверте покоління (1995-1999)

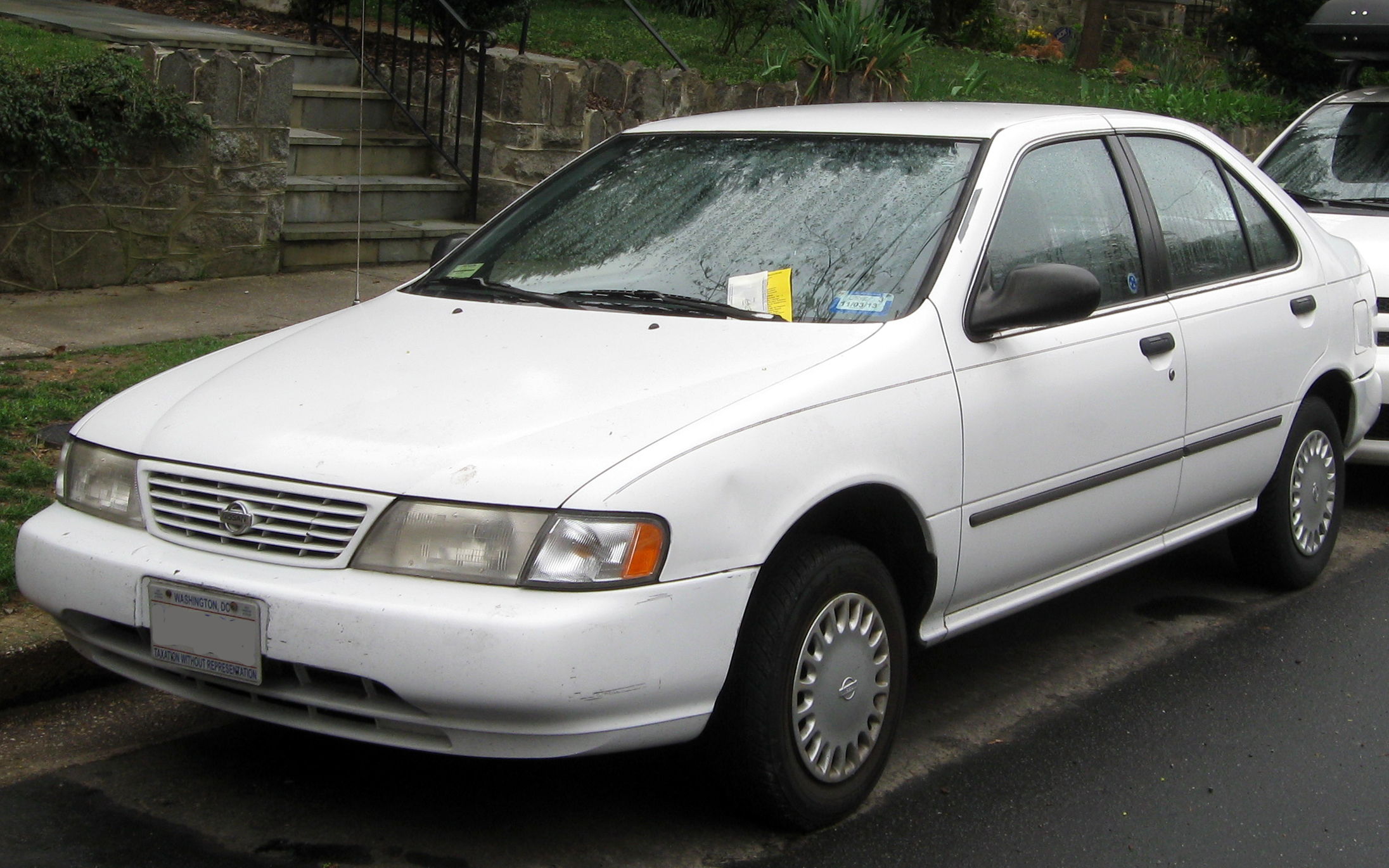
Nissan Sentra B14 (1995–1999)

- 1.6 L GA16DE I4
- 2.0 L SR20DE I4

## П'яте покоління (2000-2006)

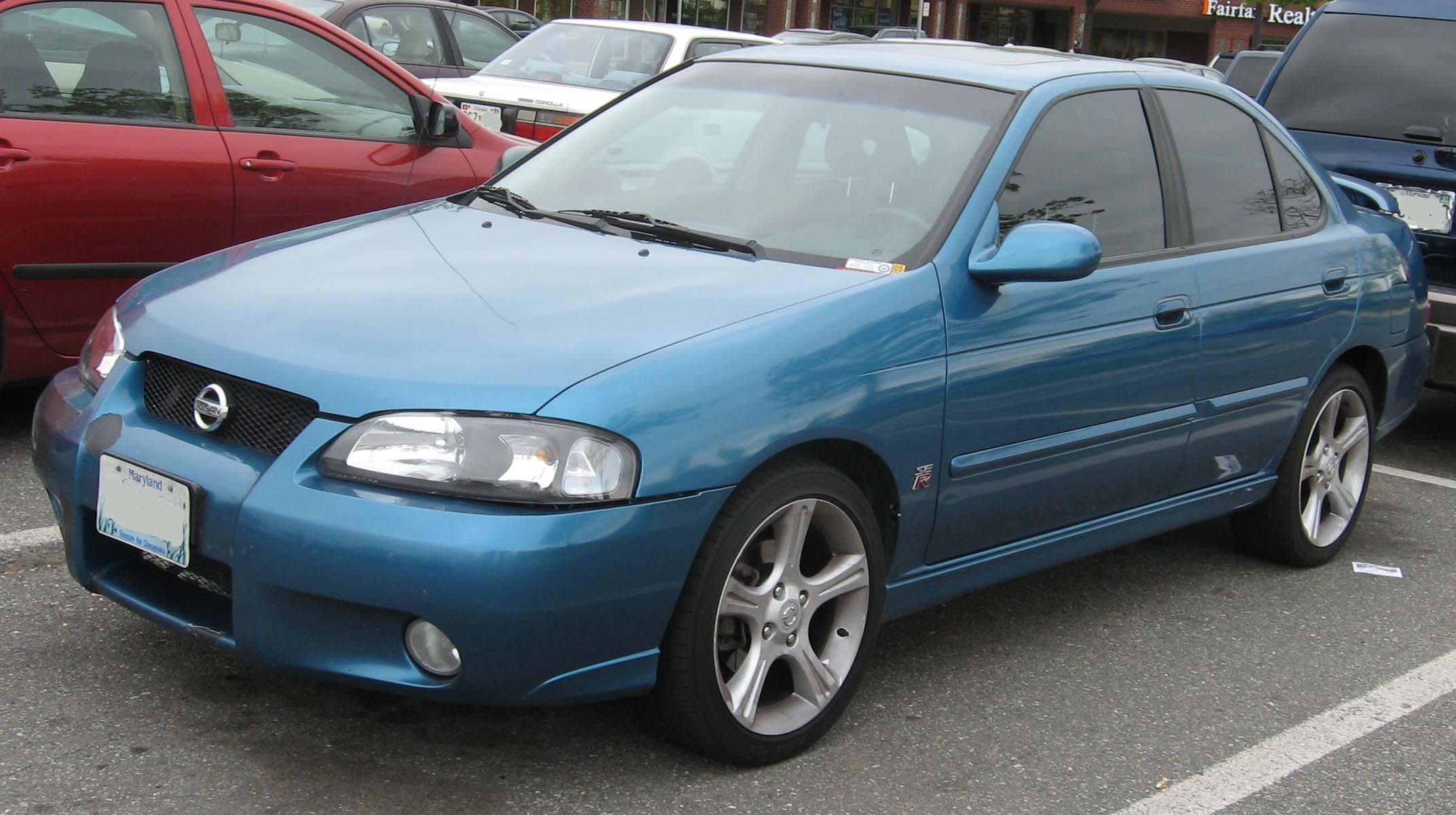
Nissan Sentra B15 (2000–2006)

- 1.8 L QG18DE I4 (2000-2006)
- 2.0 L SR20DE I4 (2000–2001)
- 2.5 L QR25DE I4 (2002-2006)

## Шосте покоління (2006-2012)

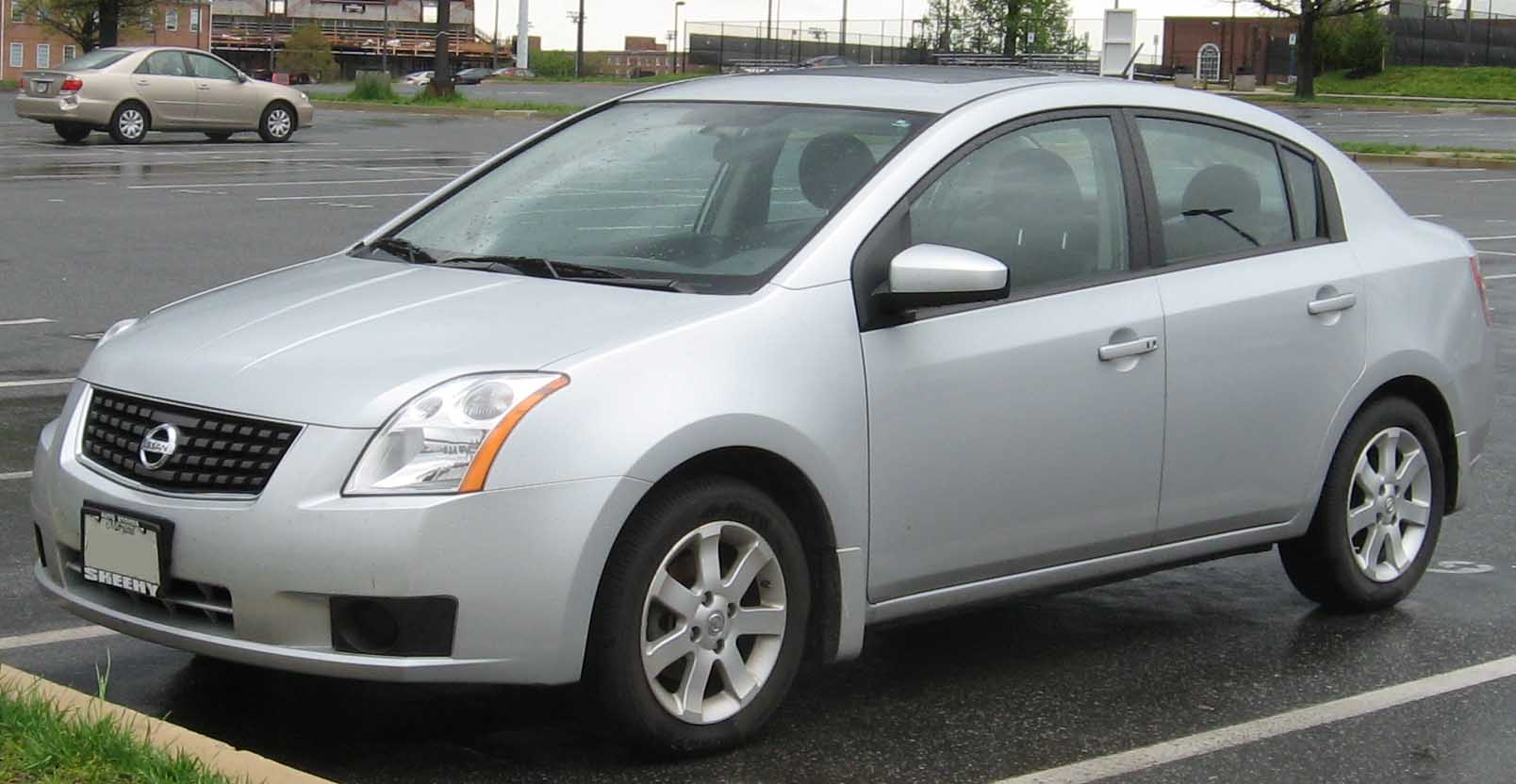
Nissan Sentra B16 (2006–2010)

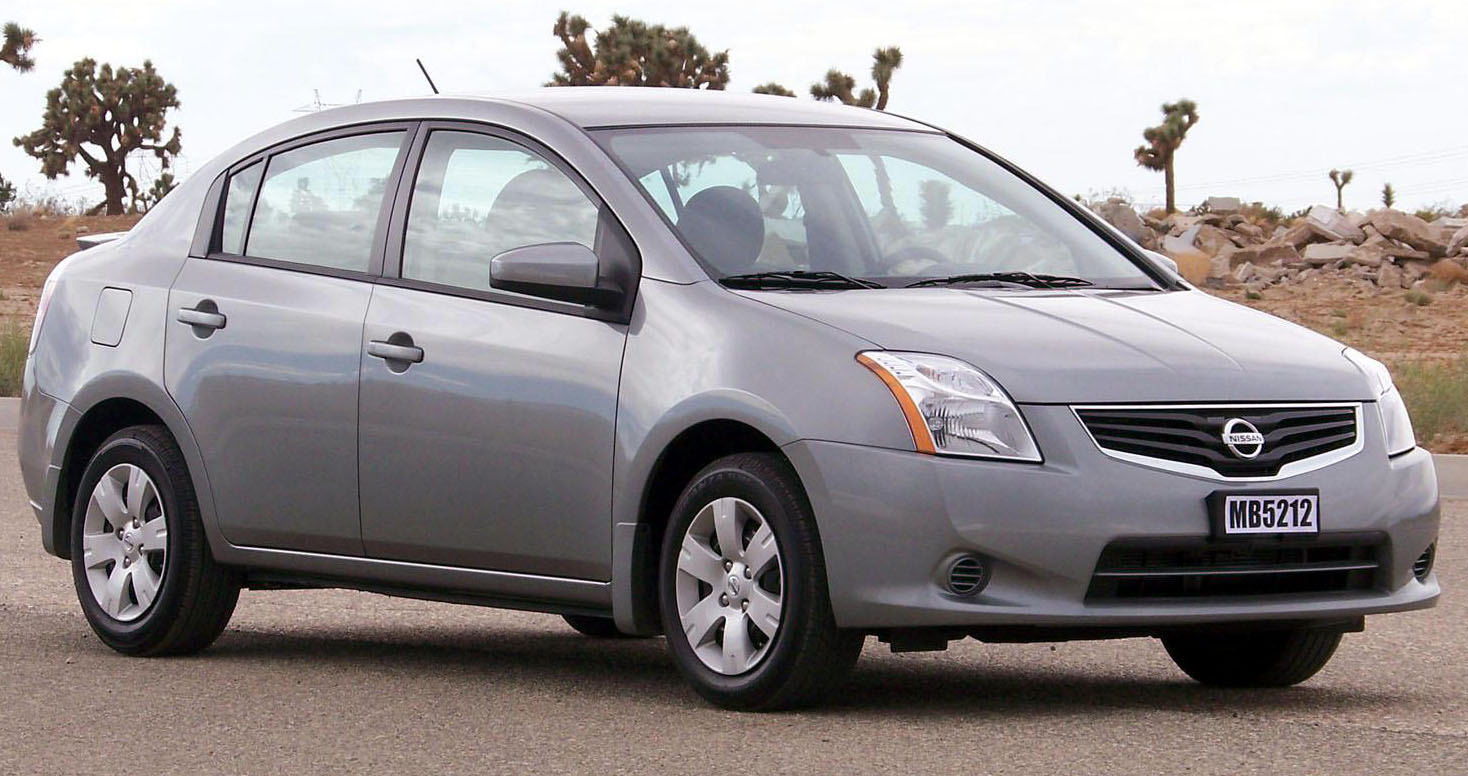
Nissan Sentra B16 (2010–2012)

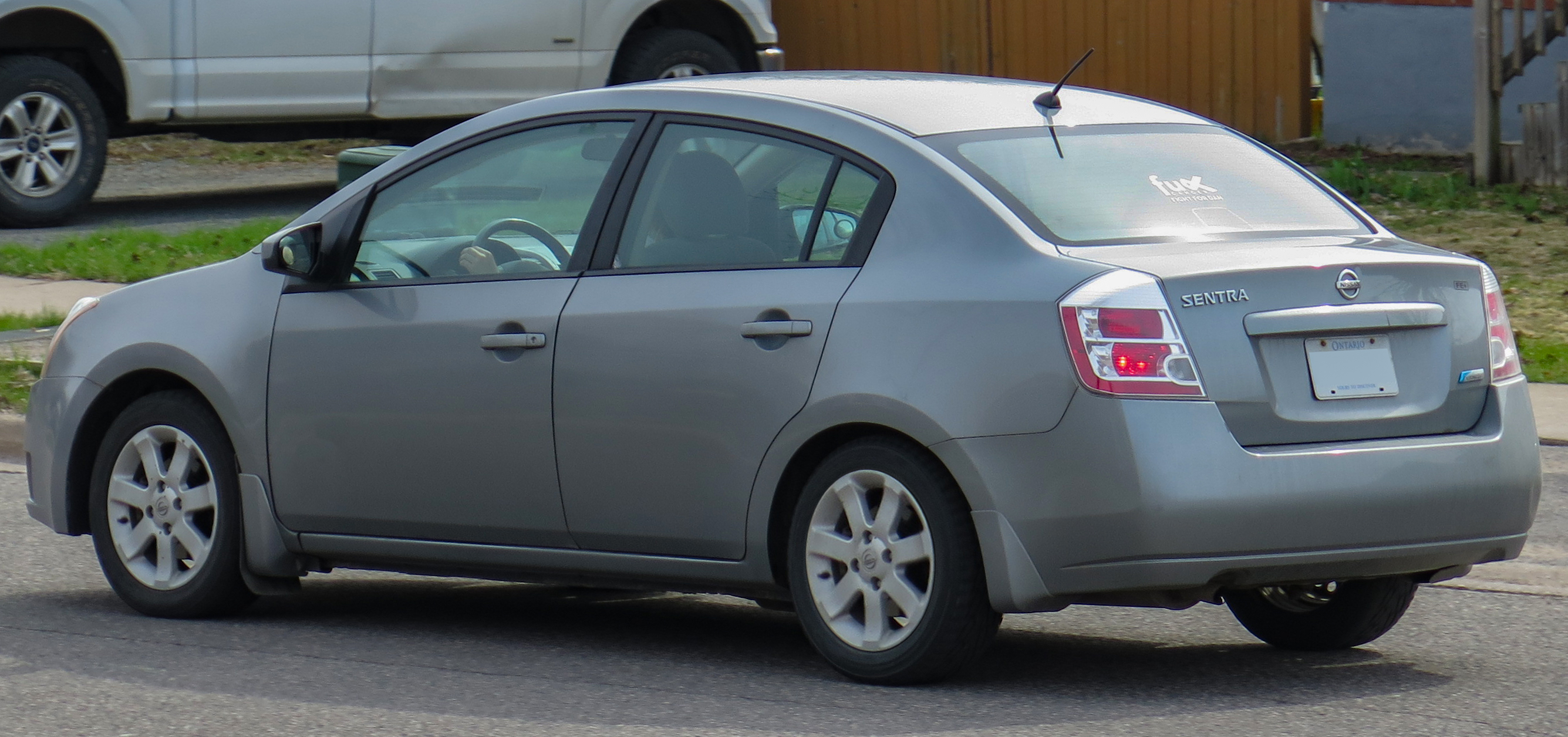

На міжнародному автосалоні в Північній Америці в січні 2006 року Nissan представив шосте покоління Sentra. Шосте покоління також ознаменувало зміну в північноамериканській лінійці Nissan, і тепер Nissan Versa моделлю початкового рівня марки. Це покоління базується на архітектурі платформи C, яка також лежить в основі Nissan Rogue першого покоління, Nissan Qashqai, а також Nissan X-Trail T31, а також інших моделей Renault. Стандартний двигун Sentra - 2,0-літровий 16-клапанний 4-циліндровий двигун потужністю 140 к.с. і 199 Нм крутного моменту.
У 2007 та 2008 роках Nissan розглядав розробку гібридної версії Sentra, особливо коли ціна на нафту зросла до понад 100 доларів за барель. Однак ціна незабаром знизилася нижче 40 доларів, і в компанії вирішили зосередитись на електромобілі. Генеральний директор Nissan Карлос Гонн заявив, що не намагатиметься слідувати за Toyota та Honda щодо гібридних моделей. Це рішення залишило Nissan без компактного гібридного продукту, щоб конкурувати з Toyota Prius, Honda Civic Hybrid та Honda Insight. Єдиним гібридним продуктом Nissan на американському ринку є Altima Hybrid, який конкурує з Toyota Camry Hybrid та Ford Fusion Hybrid.
У 2010 році Sentra отримала оновлення, що передбачали нову решітку радіатора в стилі Altima, нові бампера та трохи інші фари. Назад, нові задні фари та додаткові хромовані оздоблення на багажнику. Нова аудіосистема включає інтеграцію iPod та USB, а також резервну камеру. Протитуманні фари вже не стандартні для моделі 2.0S та SL, а шкіряні сидіння тепер доступні лише як опція, а не стандартні для SL моделі 2010 року.

### Двигуни
- 2.0 L MR20DE I4
- 2.5 L QR25DE I4

## Сьоме покоління (2012-2019)

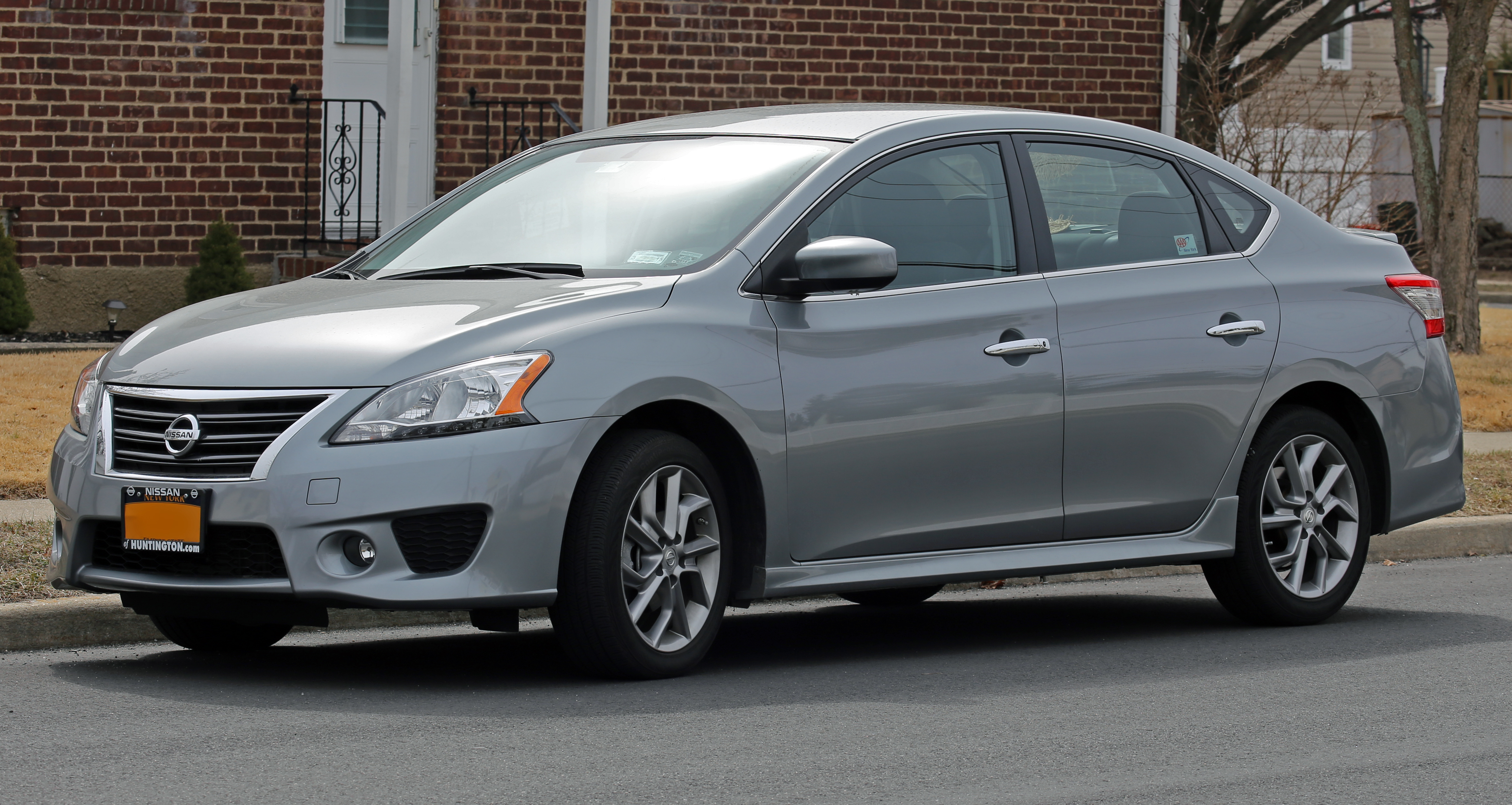
Nissan Sentra B17 (2012-2016)

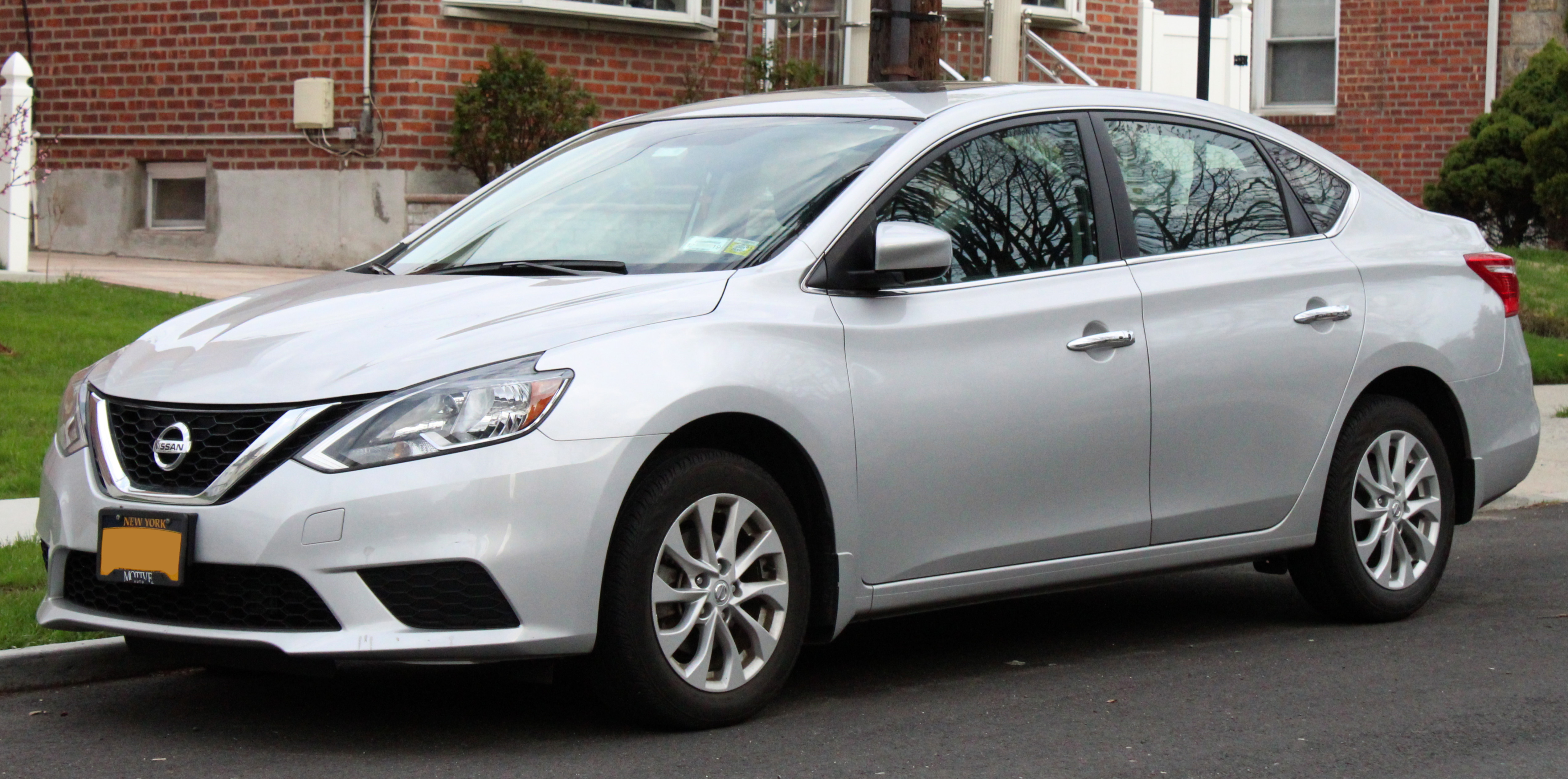
Nissan Sentra B17 (2016-2019)

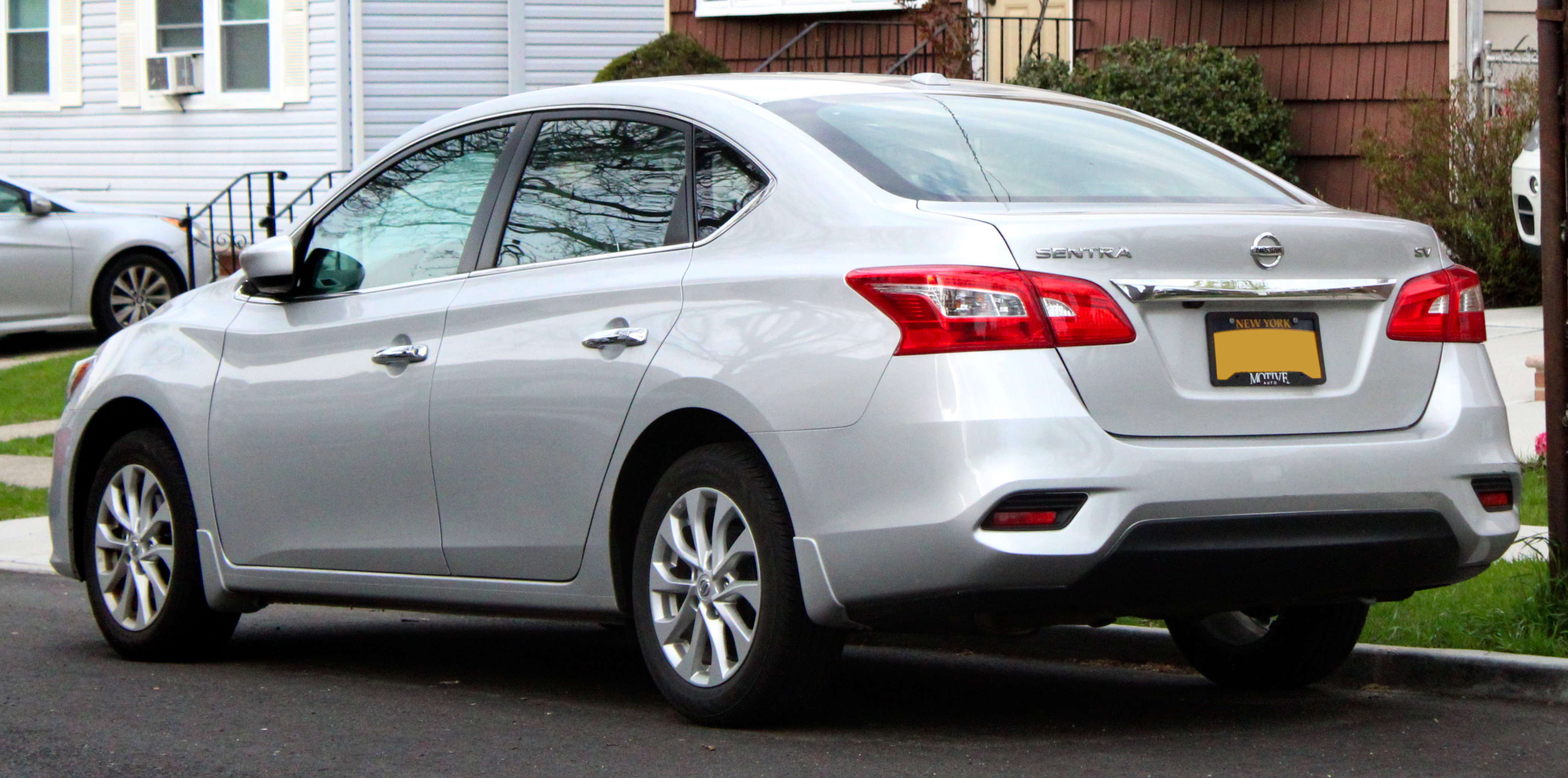
Nissan Sentra B17

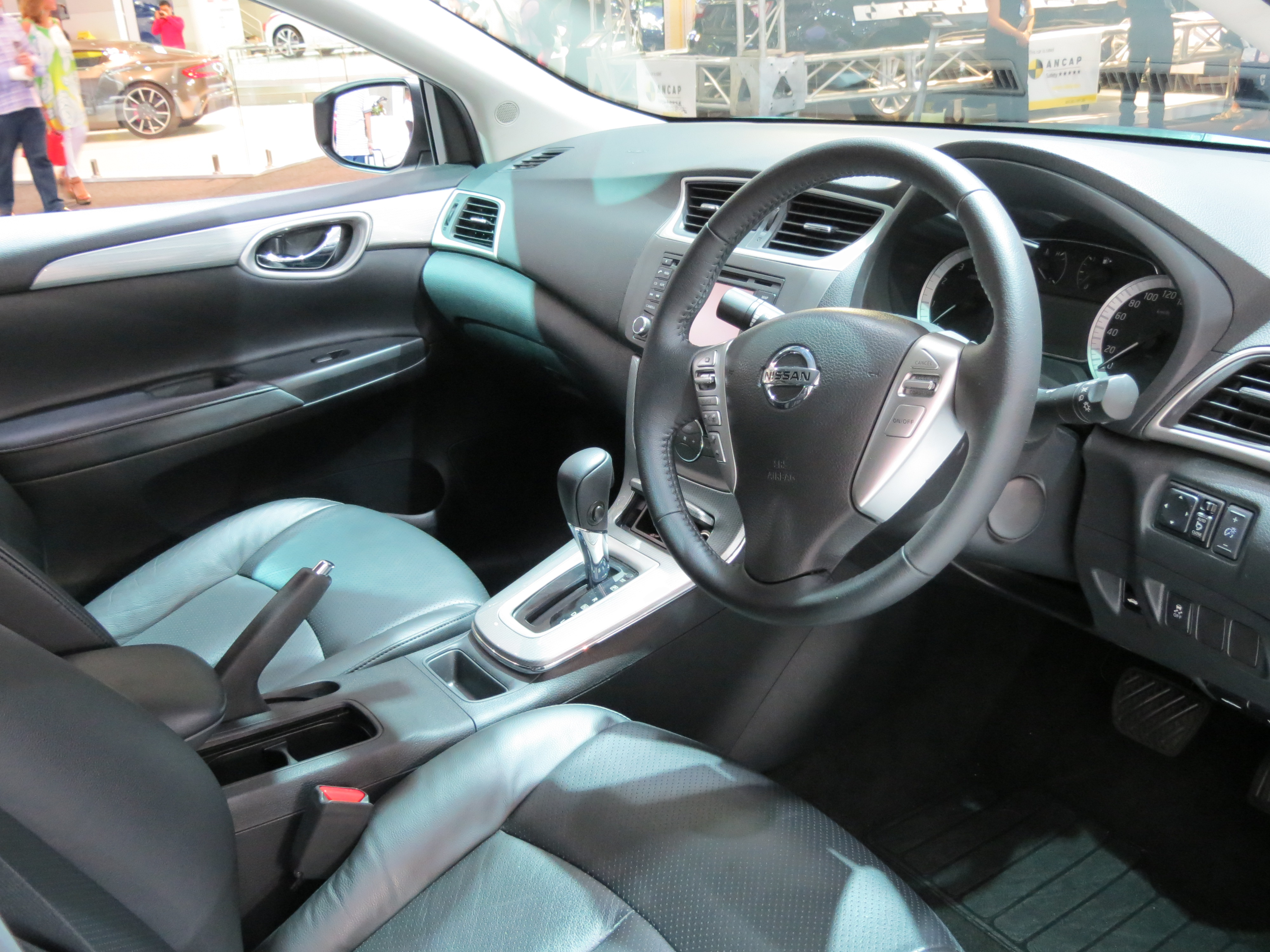

Nissan Sentra у 2012 році збільшився у розмірі, що позитивно відобразилось на просторі та комфортності  салону. Довжина авто — 4625 мм, з них рівно 2700 мм приходиться на колісну базу. На додачу до загальної місткості, Sentra отримав оновлену передню та задню частину кузова. Покращились показники  звукоізоляції. Підвіска стала трохи жорсткішою. До комплектації автомобіля увійшла система круїз-контролю. Седан Sentra мав один з найпривабливіших салонів у своєму класі. Але якщо вже говорити про оновлення, то слід згадати про вугільно-чорні акценти оздоблення, покращену звукоізоляцію, 5-дюймовий кольоровий світлодіодний екран та інтерфейс аудіо системи. 
В 2016 році модель оновили. Зовні оновлений седан Sentra трохи подібний до нещодавно оновленого Nissan Altima. Перш за все, увагу приверне структурований метал обшивки корпусу. Нові фари та решітка радіатора придали певної виразності передній частині автомобілю. У комплектаціях SL і SR водії побачать світлодіодні фари ближнього світла. На додачу, усі моделі отримають нові колеса.

### Двигуни
- 1.6 L HR16DE I4
- 1.6 L MR16DDT I4 191 к.с. 240 Нм
- 1.8 L MRA8DE I4 126/132 к.с. 170/174 Нм
- 2.0 L MR20DE I4 (Бразилія)

## Восьме покоління (з 2019)

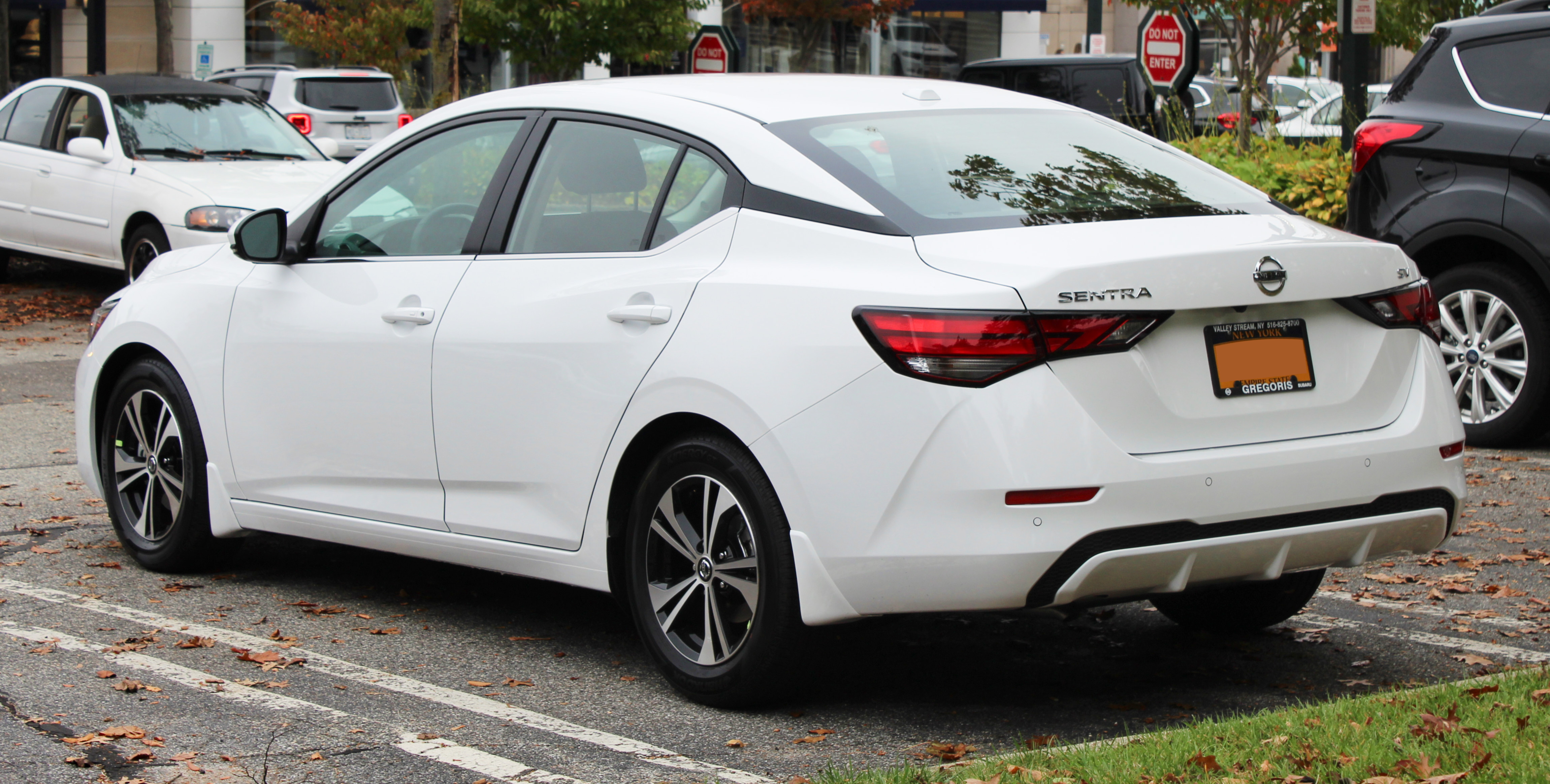

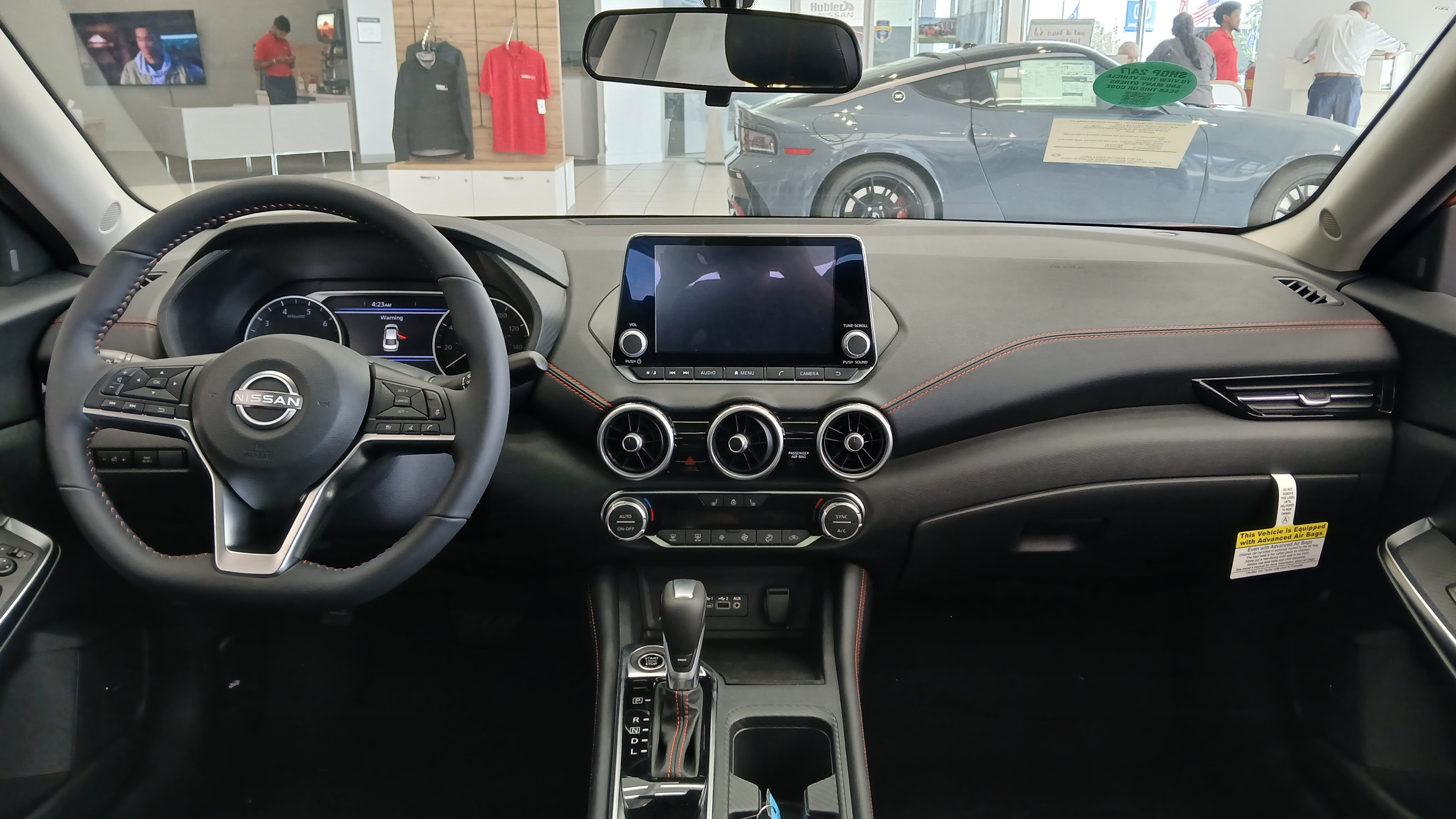

Восьме покоління Sentra було відкрито 16 квітня 2019 року на 18-й Шанхайській міжнародній виставці автомобільної промисловості під назвою Nissan Sylphy.
Пізніше вона дебютувала в США під власною назвою.
Автомобіль збудовано на модульній платформі Nissan CMF-CD, ті й же що й Renault Mégane та Infiniti QX50.
Nissan Sentra 2020 отримав багато нових стандартних функцій безпеки та допомоги водієві: автоматичне екстрене гальмування при русі назад, утримання в смузі руху, контроль уваги водія. Додатково можна обладнати седан системою паркувальних камер з оглядом на 360 градусів та круїз-контролем.
Nissan оновив Sentra для 2021 модельного року. Стандартними стали Android Auto та Apple CarPlay, серед доступних функцій з'явилась точка доступу Wi-Fi. Інформаційно-розважальна система працює на стандартному 7-дюймовому або опціональному 8-дюймовому сенсорному екрані.
Nissan Sentra 2022 пропонує багажник об'ємом 405 л. Для отримання додаткового простору можна скласти спинки задніх сидінь у пропорції 60/40.

### Двигуни
- 1.6 L HR16DE I4 139 к.с. 169 Нм
- 1.6 L MR16DDT I4-T
- 2.0 L I4 151 к.с. 196 Нм